# Scotorythra isospora
Scotorythra isospora là một loài bướm đêm trong họ Geometridae.